# Africanisation
Le terme africanisation correspond au rayonnement culturel de l'Afrique, pris en tant que continent dans son intégrité et au regard de l'influence des cultures autochtones qui s'y sont développées, dans toute leur diversité. Certains l'utilisent aussi pour signifier le danger associé à l'immigration africaine en Europe, à l'instar de l'immigration musulmane.
Cet article se focalise sur les modifications de toponymes qui ont eu lieu après la décolonisation ; aussi le Maghreb et l'Égypte n'entrent-t-ils pas dans le périmètre de cet article.
La préoccupation des populations libérées de toute influence extérieure à l'issue d'un processus d'autodétermination consista à changer la consonance des noms de personnes et de lieux, étape ultime de l'affranchissement. Dans certains cas, les modifications ne sont pas strictement l'adoption d'un nom nouveau mais relèvent simplement d'une translittération distincte du nom européanisé (c'est le cas de Antananarivo, par exemple).
Au Zimbabwe, la plupart des villes du pays furent rebaptisées 2 ans après l'indépendance de l'ex-Rhodésie du Sud. Dans l'Afrique du Sud post-apartheid, la transformation toponymique a été par contre plus lente à s'effectuer et est même toujours en cours de réalisation. Les provinces ont été les premières à être rebaptisées en 1995 puis des nouveaux noms furent progressivement adoptés, sur plusieurs années, par les nouvelles municipalités constituées en 2000. Quelques villes et lieux ont également commencé à être renommés, non sans difficultés, oppositions et polémiques, pour ne plus faire référence aux anciens noms de consonances afrikaans ou aux anciens noms issus de la colonisation britannique même si les changements toponymiques restent parfois seulement symboliques et administratifs comme à Witbank ou Lydenburg.

## Noms de personnes
| Dénomination antérieure                        | Dénomination africanisée        |
| ---------------------------------------------- | ------------------------------- |
| Joseph-Désiré Mobutu                           | Mobutu Sese Seko                |
| François Tombalbaye                            | N'Garta Tombalbaye              |
| Étienne Eyadéma                                | Gnassingbé Eyadéma              |
| Francisco Macías Nguema                        | Masie Nguema Biyogo Ñegue Ndong |
| Albert-Bernard Bongo                           | Omar Bongo(1)                   |
| David Jawara                                   | Dawda Jawara(1)                 |
| Jean-Bedel Bokassa                             | Salah Eddine Ahmed Bokassa(1)   |
| *Remarque : (1)lié à une conversion religieuse |                                 |

## Toponymes
| Toponyme colonial   | Toponyme africanisé |  |
| ------------------- | ------------------- |  |
| Île de Fernando Póo | Île de Bioko        |  |
| Léopoldville        | Kinshasa            |  |
| Stanleyville        | Kisangani           |  |
| Albertville         | Kalemie             |  |
| Élisabethville      | Lubumbashi          |  |
| Coquilhatville      | Mbandaka            |  |
| Luluabourg          | Kananga             |  |
| Fort-Rousset        | Owando              |  |
| Dolisie             | Loubomo (1975-1991) |  |
| Salisbury           | Harare              |  |
| Lourenço Marques    | Maputo              |  |
| Afars & Issas       | Djibouti            |  |
| Fort-Lamy           | N'Djaména           |  |
| Bathurst            | Banjul              |  |
| Mafeking            | Mahikeng            |  |
| Pietersburg         | Polokwane           |  |
| Warm Baths          | Bela Bela           |  |
| Verwoerdburg        | Centurion           |  |
|                     |                     |  |

## Pays ou territoires
| Nom colonial | Nom africanisé                          |
| --- | --------------------------------------- |
| Congo belge | Zaïre, République démocratique du Congo |
| Dahomey | Bénin (1)                               |
| Bechuanaland | Botswana                                |
| Haute-Volta | Burkina Faso                            |
| Côte-d'Or | Ghana                                   |
| Sud-Ouest africain | Namibie                                 |
| Rhodésie du Nord | Zambie                                  |
| Rhodésie du Sud | Zimbabwe                                |
| Nyasaland | Malawi                                  |
| Natal | KwaZulu-Natal                           |
| Transvaal | Gauteng Limpopo Mpumalanga              |
| Swaziland | Ngwane(2)                               |
| *Remarque :(1) Les deux noms ont une origine africaine. (2) Ce nom choisi au moment de l'indépendance ne s'imposa jamais et celui de Swaziland — ou désormais d'Eswatini — continue de désigner le pays. |                                         |